# Julio-segundo

Unidades básicas o elementales del sistema internacional.

El julio-segundo (comúnmente abreviado como J⋅s o J s) es el producto de una unidad derivada del Sistema Internacional, el julio, y una unidad fundamental, el segundo.  El julio-segundo es una unidad de acción o de momento angular. El julio-segundo también aparece en la mecánica cuántica dentro de la definición de la constante de Planck. El momento angular es el producto del momento de inercia de un objeto, en unidades de kg⋅m2 y su velocidad angular en unidades de rad⋅s−1. Este producto del momento de inercia y la velocidad angular da como resultado kg⋅m2⋅s−1 o el julio-segundo. La constante de Planck representa la energía de una onda, en unidades de julios, dividida por la frecuencia de esa onda, en unidades de s−1. Este cociente de energía y frecuencia también da como resultado el julio-segundo (J⋅s). 

## Confusión con el julio por segundo
El julio-segundo no debe confundirse con el proceso físico de julios por segundo (J/s).
Julios por segundo: En los procesos físicos, cuando la unidad de tiempo aparece en el denominador de un cociente, el proceso descrito ocurre a una velocidad. Por ejemplo, en las discusiones sobre la velocidad, un objeto como un coche recorre una distancia conocida de kilómetros repartidos en un número conocido de segundos, y la tasa de velocidad del coche se convierte en kilómetros por segundo (km/s). En física, el trabajo por tiempo describe la potencia de un sistema; se define por la unidad vatio (W), que es julio por segundo (J/s).
julios-segundo: Para entender los julios x segundo (J⋅s), podemos imaginar al operador de una instalación de almacenamiento de energía que cotiza un precio por almacenar energía. Almacenar 10.000 julios durante 400 segundos costaría una determinada cantidad. Almacenar el doble de energía durante la mitad de tiempo utilizaría los mismos recursos y costaría lo mismo. 